# Sambal

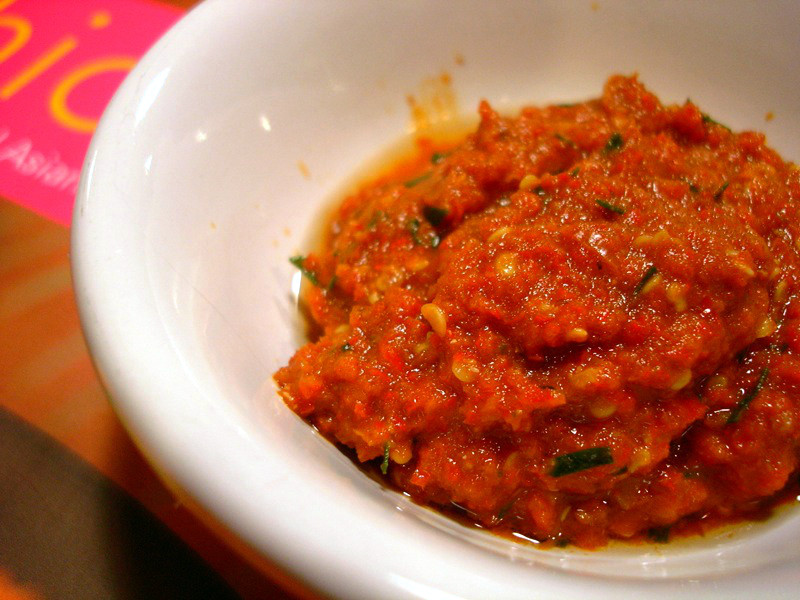
Verse Maleisische sambal belacan (garnalenpasta)

Sambal is de Indonesische en Maleisische naam voor een condiment en ingrediënt dat, traditioneel gezien, bestaat uit gemalen Spaanse pepers, in Indonesië cabe of lombok genoemd (of rawit, de zeer hete kleine pepertjes) en zout, maar er zijn allerlei varianten waarbij ook azijn, gebakken uien, gefermenteerde garnalen (trassi), vruchtensap, suiker en allerlei specerijen toegevoegd worden.
De pepers mogen dan Spaans heten, ze werden door de Portugezen geïntroduceerd in hun koloniën in Azië. Zo kwamen de pepers in Malakka, Ambon en Oost-Timor terecht. En niet vanuit Spanje maar vanuit Zuid-Amerika, waar de Portugezen voet aan de grond hadden in Brazilië. Voor de komst van de Portugezen werden Indische gerechten gekruid met gewone peper en gember.
In Thailand wordt sambal nam prik genoemd en het land kent ook vele soorten hierin zoals nam prik kapee, de Thaise variant van sambal trassi, nam prik pao, een soort sambal manis, en nam prik ong, een sambal dip gemaakt met varkensgehakt en tomaat als toevoeging aan de chilipepers. Sambal wordt niet alleen als condiment gegeten maar het wordt ook vaak gebruikt als ingrediënt bij het koken.
Maleisiërs en Indonesiërs geven meestal de voorkeur aan verse sambal boven die uit een potje. Op de lokale markten kan men diverse soorten verse sambals kopen die in grote geëmailleerde bakken uitgestald staan en in plastic zakjes verkocht worden.
Hoewel men bij een Chinees-Indisch restaurant sambal, meestal sambal oelek, bij de maaltijd krijgt aangeboden, is dit condiment typisch Indisch. In de restaurants wordt deze sambal in een grootverpakking van plastic emmers per 15 kilo aangeleverd. Ook wordt vaak een zelf gemaakte sambal aangeboden.

## Soorten sambal

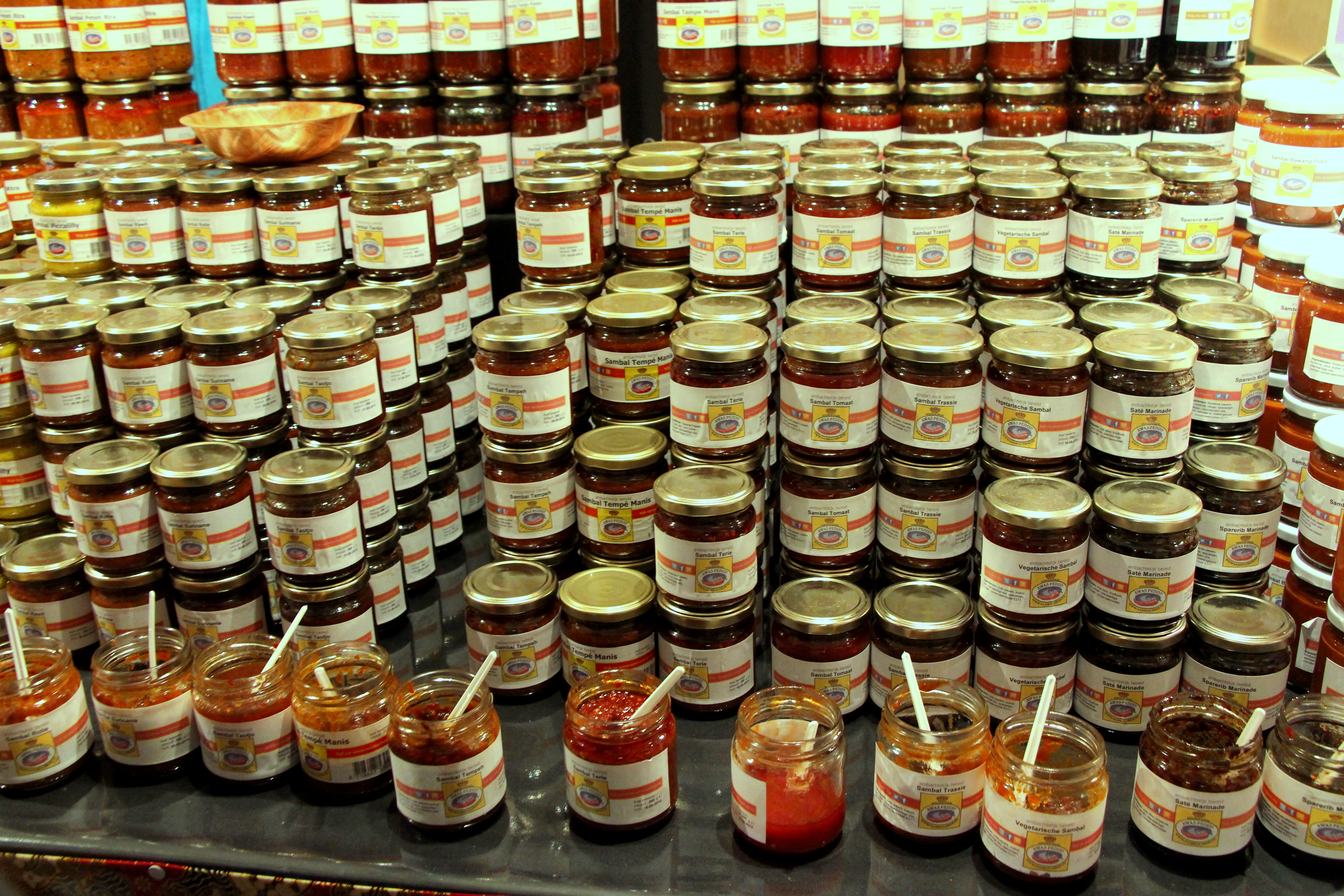
Potjes sambal op de Tong Tong Fair in Den Haag

Deze soorten sambal, ook wel sambalans genoemd, zijn niet per definitie allemaal uit de Indonesische keuken.
- Sambal ajam: sambal voor / met kip (ajam is kip)
- Sambal badjak: gebakken, kruidige sambal
- Sambal badjak oedang: gebakken, kruidige sambal met garnalen
- Sambal baloujak: gebakken, milde sambal met ui, knoflook, kemiri, laos, sereh, tamarinde, trassi, honing en ketjap
- Sambal bawang: milde sambal met verse uien (bawang is ui)
- Sambal belatjan: de Maleisische variant van sambal trassi
- Sambal brandal (of berandal): gebakken, pittige sambal
- Sambal dapoer: frisse sambal
- Sambal djahe: milde sambal met verse gember
- Sambal djeroek: milde, licht-zure sambal (djeruk is een citrusvrucht)
- Sambal ebi: Sambal van gedroogde garnalen
- Sambal gandaria
- Sambal gledek: zéér pittige sambal
- Sambal goreng: gebakken sambal (goreng is gebakken)
- Sambal katjang: milde sambal, gemaakt van pinda's (katjang is pinda)
- Sambal keloewak
- Sambal kemiri(e): milde sambal, gemaakt van kemirinoot
- Sambal manis: pittige, zoete sambal (manis is zoet)
- Sambal matah: verse sambal gemaakt van rode pepers, sjalotjes, citroengras, olie en zout
- Sambal oelek: sambal van rode pepers, zout  en (een beetje) suiker (oelek is wrijven)
- Sambal padang: zéér milde sambal
- Sambal petjel: sambal gemaakt van pinda's
- Sambal pelensing
- Sambal pepesan: sambal speciaal voor bij visgerechten
- Sambal peteh: petehbonensambal
- Sambal pedis: pittige sambal (pedis of pedas betekent scherp)
- Sambal raden
- Sambal rawit: sambal van kleine groene rawitpepertjes
- Sambal Roa; sambal met Roa vis uit Manado
- Sambal setan: zéér pittige sambal (setan betekent duivel)
- Sambal soto babat
- Sambal taotjo: milde sambal, met sojabonenpasta
- Sambal tempeh: sambal met tempeh (samengeperste gefermenteerde sojabonen)
- Sambal tjampoer: sambal (met trassi-extract) en knoflook, bieslook en ui (tjampoer is gemengd)
- Sambal tomaat: milde sambal, met verse tomaat
- Sambal trassi(e): sambal gemaakt van garnalenpasta (ook populair in Suriname)
- Surinaamse sambal

## Teelt pepers en productie sambal
Een grote teelt van chilipepers vindt plaats in Italië in de streek rond de Vesuvius. Omdat de pepers vaak bedorven of geplet in Nederland aankwamen om hier te worden verwerkt, besloot men dat productie ter plaatse effectiever zou zijn. Hierdoor wordt in Italië op grote schaal sambal oelek geproduceerd.
Een ander land met teelt van chilipepers is Thailand. De bekendste sambal uit dat land is nam prik.

## Sambal in Nederland
Veel mensen hebben de standaard sambal oelek (een ulek is een soort stamper, gebruikt in combinatie met de vijzel, de cobek) in huis, maar een sambalkenner heeft vaak ook nog wat varianten zoals sambal badjak en sambal manis. 
De populariteit van sambal komt voort uit de Nederlandse koloniale geschiedenis. Het eerste bekende boek met een recept voor sambal in het Nederlands is "Het Oost-Indisch kookboek bevattende 456 beproefde recepten voor de Hollandsche en inlandsche keuken" uit 1866. Dit boek werd geschreven voor Nederlanders in Nederlands-Indië. Toen Indonesië na de Tweede Wereldoorlog onafhankelijk werd en veel Indische Nederlanders naar Nederland verhuisden werd sambal ook in Nederland populair. In 1953 staat er in het boek van Mary Brückel-Beiten in De 'Hollandse' rijsttafel voor de Hollandse huisvrouw en de Indische rijsttafel een recept voor sambal oelek voor bij de nasi goreng. Inmiddels staan in de meeste Nederlandse supermarkten verschillende soorten houdbare sambal, maar ze zijn ook zelf te maken. 
Sambal vindt in Nederland in toenemende mate toepassing in de Italiaanse keuken. Zo wordt sambal onder meer in spaghetti-gerechten verwerkt.
In supermarkten zit sambal vaak in kleine potjes. Grotere potten kan men bij een Aziatische speciaalzaak vinden. Een potje sambal bevat behalve chilipepers ook zout, doorgaans het veelgebruikte conserveermiddel natriumbenzoaat, een voedingszuur en azijnzuur.
 De zelfgemaakte verse sambal bevat doorgaans als basis chilipepers, zout en azijn of olie. Hierbij zijn verschillende toevoegingen mogelijk om de sambal tot een van bovengenoemde sambals te maken.